# ایملدا می
ایمِلدا مِی (به انگلیسی: Imelda May)  متولد ۱۹۷۴ در دوبلین، جمهوری ایرلند، خواننده و ترانه‌سرا است.
او به خاطر دوباره زنده کردن سبک راکابیلی شناخته شده‌است. او از سال ۲۰۰۲ تا ۲۰۱۵ همسر Darrel Higham گیتاریست و عضو گروه موسیقی‌اش بوده و از او یک فرزند دختر دارد.

## زندگی‌نامه
می متولد ۱۰ ژوئیه ۱۹۷۴ در دوبلین (جنوب شهر) به دنیا آمد. وی کوچکترین فرزند از بین پنج خواهر و برادر است. در سال ۱۹۹۱، او در کالج ارشد بالیفرموت تحصیل کرد و در آنجا به تحصیل در رشته‌های هنری و گرافیک پرداخت.
کار او از ۱۶ سالگی آغاز شد، زمانی که تورهای گردشگری در دور باشگاه‌های دوبلین را شروع کرد و گاهی اوقات به دلیل کم سن بودن از نمایش‌های خود در باشگاه بروکسل دوبلین منع می‌شد.می در سال ۲۰۰۲ با گیتاریست دارل هیگام ازدواج کرد؛ و در آگوست ۲۰۱۲ دختری به دنیا آورد. در ۱۷ ژوئیه ۲۰۱۵، می تصمیم همسر خود را برای جدایی پس از ۱۳ سال ازدواج اعلام کرد.